# Darlene Hard
Pour les articles homonymes, voir Hart.
Ne pas confondre avec Doris Hart, également joueuse de tennis.
Darlene Hard, épouse Waggoner, née le 6 janvier 1936 à Los Angeles (Californie) et morte le 2 décembre 2021 dans la même ville, est une joueuse de tennis américaine des années 1950 et 1960.
Elle a remporté Roland-Garros en 1960 et les Internationaux des États-Unis en 1960 et 1961. Elle s'est également adjugé treize titres du Grand Chelem en double dames et cinq en double mixte.

## Biographie

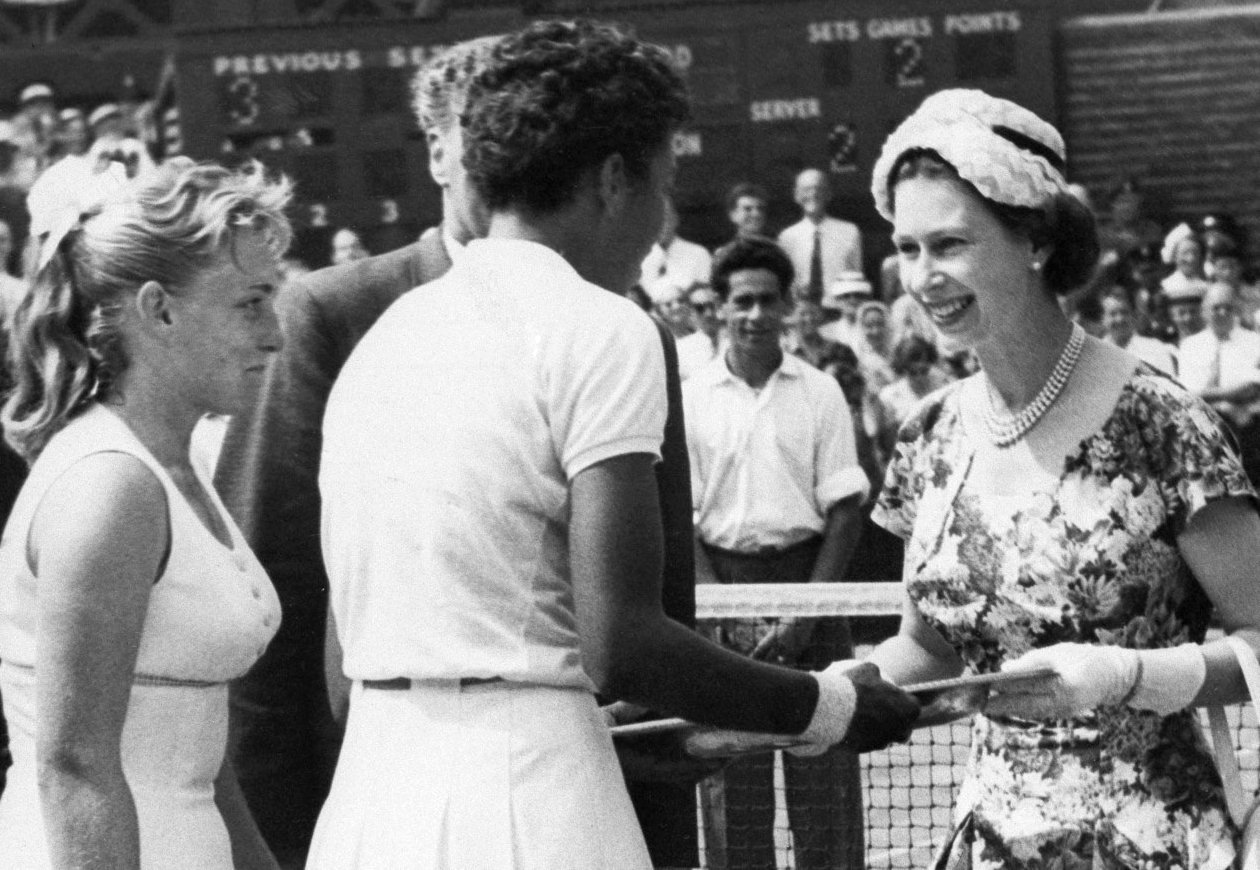
La reine Élisabeth II remet le trophée du Tournoi de Wimbledon 1957 à Althea Gibson (de dos), qui vient de battre Darlene Hard (de profil à gauche) en finale.

Darlene Hard a grandi à Montebello où elle est initiée au tennis par sa mère avant de rejoindre le Los Angeles Tennis Club. Elle fait ses études au Pomona College dans le but de devenir pédiatre.
Classée dans le top 10 des meilleures joueuses américaines dès 1954, Darlene Hard effectue son premier voyage en Europe l'année suivante où elle se distingue en remportant les Internationaux de France en double avec Beverly Baker. En 1957 et 1959, elle parvient à deux reprises en finale à Wimbledon, s'inclinant respectivement face à Althea Gibson et Maria Bueno.
En 1960, elle s'impose à Roland-Garros avec un statut de tête de série n°6 contre la Mexicaine Yola Ramírez. En double avec Maria Bueno, elle réalise une saison parfaite en inscrivant son nom au palmarès des trois tournois majeurs de la saison. Elle rajoute deux titres du Grand Chelem à son actif en décrochant les Championnats des États-Unis en 1960 et 1961. Elle effectue une tournée en Australie fin 1961-début 1962 où elle perd en finale des quatre principaux tournois régionaux contre Margaret Smith et ne fait pas mieux qu'un quart de finale dans le championnat national. En 1963, avec Billie Jean Moffitt et Carole Caldwell, elle remporte l'édition inaugurale de la Coupe de la Fédération à Londres.
En 1964, Darlene Hard quitte la compétition pour devenir professeur de tennis. Elle possède par ailleurs deux boutiques d'article de tennis. Elle effectue néanmoins un bref retour au début de l'ère Open qui se traduit notamment par un dernier titre en double dames à l'US Open 1969 à trente-trois ans avec Françoise Dürr.
Excellente au service et à la volée, elle a fait partie des meilleures joueuses de double de son époque, remportant, avec sept partenaires différentes, treize titres dans les tournois du Grand Chelem. En double mixte, elle a obtenu trois titres consécutifs à Wimbledon, dont deux avec Rod Laver.
Elle est membre du International Tennis Hall of Fame depuis 1973.
En 1981, sur proposition d'une de ses anciennes élève, elle accepte un poste à l'université du Sud de la Californie au service des publications étudiantes où elle travaille jusqu'aux années 2010.
Elle meurt en décembre 2021 à l'hôpital de Northridge à Los Angeles après une courte maladie.